# Testamento político de Luis XVI

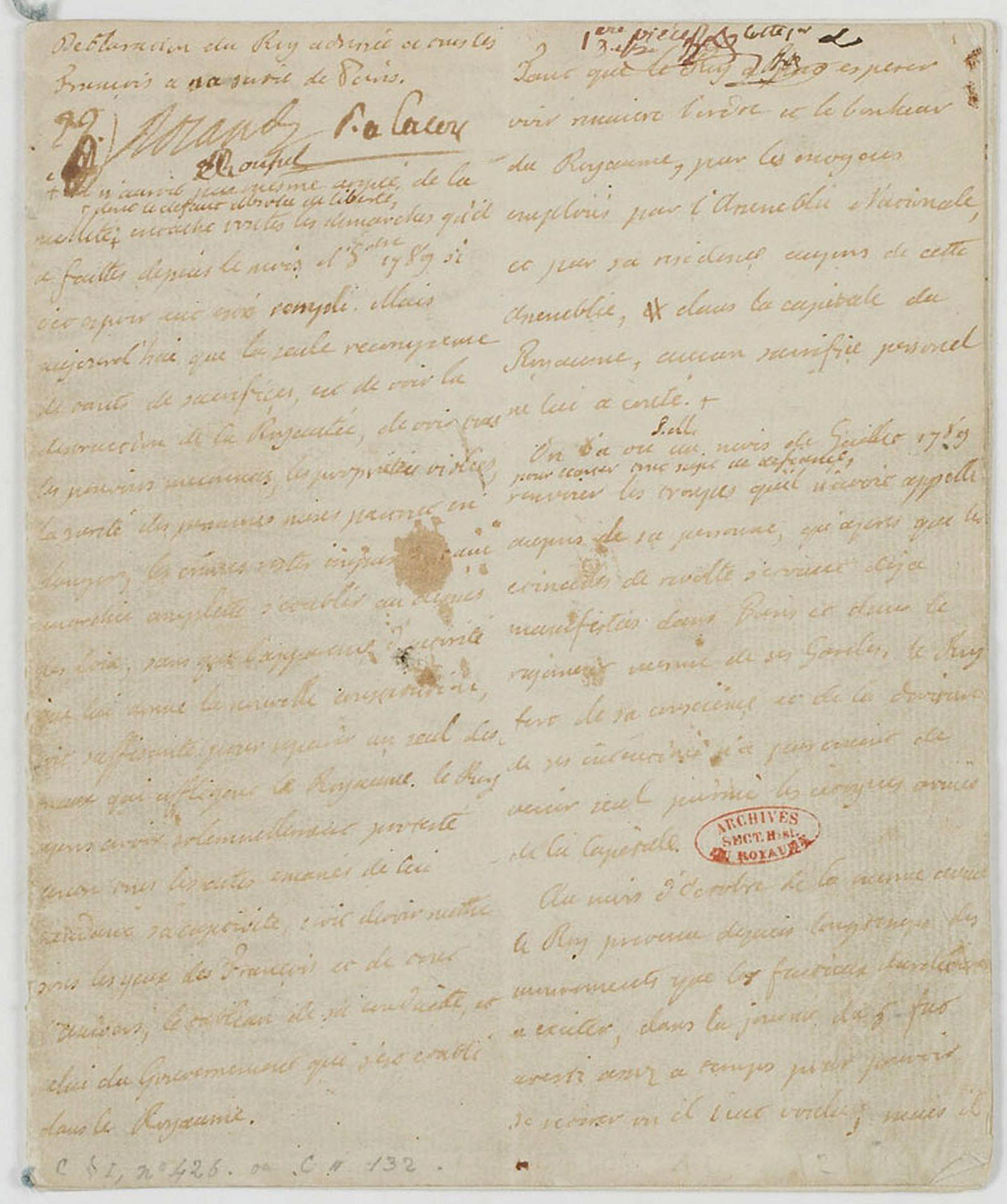
Declaración autógrafa de Luis XVI al pueblo francés a su salida de París el 20 de junio de 1791

El Testamento político de Luis XVI es un documento del siglo XVIII (concretamente redactado el 20 de junio de 1791) en el que el rey Luis XVI de Francia expresa sus ideales y últimas voluntades políticas, en plena Revolución Francesa.

## Descripción
Antes de salir de París, Luis XVI escribió la Declaración a todos los franceses, un documento en el exponía su visión política. Por un lado, Luis XVI acusó a los jacobinos y a su creciente influencia en la sociedad francesa. Por otro, explicaba su deseo de una monarquía constitucional, con un ejecutivo poderoso y autónomo de la Asamblea. Este importante documento histórico fue redescubierto en mayo de 2009 y adquirido por el Museo de cartas y manuscritos de París. El rey comenta sus sentimientos sobre la Revolución, criticando algunas de sus consecuencias, sin rechazar sus grandes reformas, como la abolición de las órdenes y la igualdad civil.
Este documento se conoce como su testamento político, que no se debe confundir con su voluntad expresada en la prisión del Temple, la cual tiene un carácter más familiar y moral.
El manuscrito original fue recuperado junto con otro documento del hermano de Luis XVI, el conde de Provenza, en el cual el propio rey lo encargaba de relatar las injusticias sufridas por la familia real desde 1789. De esta manera, Luis XVI "implicaba al conde en el proyecto de fuga y le obligaba, de paso, a dejar París el mismo día, evitando así que el conde aprovechara la situación para hacerse con el trono", como sucedería a la postre, con el nombre de Luis XVIII.
La "Declaración" fue censurada por La Fayette y por la Asamblea Nacional, quienes declararon públicamente que el monarca había sido secuestrado.
La declaración es larga (16 páginas) y en ocasiones mal estructurada, y en ella el monarca expresa su visión de los acontecimientos revolucionarios. Al comienzo el rey desea manifestar su más profunda concepción política; se siente libre de la coacción, las falsas pretensiones y las reservas que ha debido imponerse desde el inicio de la Revolución. Sostiene que desde el momento de montarse en la silla de su caballo él será diferente («une fois le cul sur la selle, il serait tout autre»). Estar lejos de París y la Asamblea, le proporciona su verdadera concepción de los sucesos revolucionarios, desde la reunión de los Estados Generales, y expresa su ideal político: una monarquía constitucional con un monarca poderoso.
No obstante, el rey estaba lejos de haber escrito un texto contrarrevolucionario. Desde luego, no se resignaba a la caída de la monarquía. Considera que las reformas de la Asamblea y la actitud de los clubes, "calumniadores e incendiarios", han dañado "la dignidad de la Corona de Francia". En particular, ataca la negativa de la Asamblea a concederle un derecho de veto absoluto (solo era "relativo"), y la excesiva influencia de las comisiones de la Asamblea Constituyente, en particular la Comisión de Investigación que, según el rey, ejercía "un verdadero despotismo más bárbaro e insoportable que cualquiera que haya registrado la historia".
El rey critica también la excesiva descentralización, la supresión de su derecho de gracia, etc. En el plano social, sin embargo, se adhiere a la revolución jurídica del verano de 1789; ya no rechaza la abolición de las órdenes, como en su Declaración del 23 de junio de 1789. Acepta la igualdad civil e incluso insiste en las reformas que había buscado, sobre todo en 1787, en materia fiscal, para que los privilegiados dejen de beneficiarse de exenciones indebidas.
Luis XVI termina su declaración política con las siguientes palabras:

«Franceses y especialmente vosotros parisinos, vosotros, los habitantes de una ciudad que a los antepasados de Su Majestad les gustaba llamar la buena ciudad de París, cuidaos con las sugerencias y las mentiras de vuestros falsos amigos, volved a vuestro Rey, él será siempre vuestro padre, vuestro mejor amigo. Qué placer haría olvidar todos los insultos personales, y reunirse en medio de vosotros ahora que una Constitución será aceptada libremente hará que nuestra santa religión sea respetada, que el Gobierno se constituirá sobre una base estable y útil por su acción, que la propiedad y la situación de cada quien no serán perturbadas, que las leyes no se violarán con impunidad, y finalmente la libertad se posará sobre bases firmes e inquebrantables. En París, 20 de junio de 1791, Luis.»